# Échelle des symptômes positifs et négatifs
L'échelle des symptômes positifs et négatifs ou en anglais : Positive And Negative Syndrome Scale (PANSS) est une échelle médicale utilisée pour mesurer la sévérité des symptômes chez les patients atteints de schizophrénie. Elle a été publiée en 1987 par Stanley Kay, Lewis Opler et Abraham Fiszbein. Elle est largement utilisée dans l'étude des traitements neuroleptiques.
Le nom provient de deux types de symptômes dans la schizophrénie, comme définis par la Société américaine de psychiatrie : les symptômes positifs qui se rapportent à un excès ou une distorsion des fonctions normales (par exemple les hallucinations) et les symptômes négatifs qui représentent une diminution ou une perte des fonctions normales.
La PANSS est un test relativement court à réaliser qui requiert de 45 à 50 minutes. L'examinateur doit être formé à un niveau standardisé de fiabilité et validité.